# Joseph-Marie Farinole
Pour les articles homonymes, voir Farinole (homonymie).
Joseph-Marie Farinole, « le dernier chevalier de Saint-Louis », né à Bastia le 6 mars 1792 et mort dans cette même ville le 18 décembre 1887,, est un militaire français.

## Biographie
Joseph-Marie Farinole est le septième enfant de Vincent Farinole, qui fut membre du conseil supérieur de la Corse à la cour royale d'Ajaccio sous Louis XVI, et d'Angélique de Santini. Il était le neveu de Mgr Dominique-Marie de Santini, évêque du Nebbio à partir de 1775 et député des juridictions royales corses pour le compte du clergé. Il naît dans l'une des rares familles corses reconnues comme nobles par la monarchie, peu après la conquête de l'île, au même titre que les Bonaparte ou les Pozzo di Borgo.
Joseph-Marie Farinole commence sa longue carrière militaire sous le Premier Empire, puis il est versé dans la légion corse du roi Joachim Murat à Naples.
Il est capitaine au royal Corse du roi de Naples, Joachim Murat quand celui-ci déclare la guerre à la France en 1813. Joseph-Marie refusant de se battre contre ses compatriotes démissionne et rentre en France où il se couvre de gloire.
Versé dans l'armée de la restauration, il continue une carrière commencée sous une république pour traverser le temps. On le retrouve ainsi gouverneur militaire de Bonifacio sous le Second Empire. Il fut le dernier chevalier vivant de l'Ordre royal et militaire de Saint-Louis et mourut sous la troisième République. 
Il eut un fils et plusieurs filles. Son fils, Vincent-Marie Farinole (1832-1905), fut avocat, journaliste et surtout sénateur de la troisième république qui tentera d'alerter le gouvernement sur la lamentable situation économique de la Corse. Les relations entre le père et le fils ne furent pas toujours au beau fixe, Joseph-Marie reprochant à Vincent-Marie ses opinions républicaines.
Joseph-Marie Farinole est par ailleurs le beau-frère du diplomate malheureux de la dépêche d'Ems, Vincent Benedetti.